# Manel Fuentes
Manuel Fuentes Muixí (Barcelona, 14 de enero de 1971), conocido como Manel Fuentes, es un periodista y humorista español, que ha desarrollado su trayectoria profesional, esencialmente, como presentador de radio y televisión.

## Trayectoria
Licenciado en Periodismo por la Universidad Autónoma de Barcelona, en enero de 1995 comienza en la radio catalana y dos años más tarde obtiene un Premio Ondas al mejor programa de radio local ex aequo. Galardón que repite en 2001 con Problemes domèstics de Catalunya radio Archivado el 12 de marzo de 2010 en Wayback Machine..

### Televisión

#### Telecinco
Se hizo popular como colaborador en Crónicas Marcianas, donde intervino entre 1997 y 2001. Más tarde, la cadena Telecinco le concedió un programa propio: Fue presentador y guionista del espacio de entrevistas La noche... con Fuentes y cía, late-show que se emitió entre 2001 y 2005, y que recibió el Premio Ondas en 2002. Además colaboró en El club de la comedia.
En 2005 se encargó de liderar la vuelta de Caiga quien caiga a Telecinco. En 2006 presentó el concurso de patinaje para personajes famosos El desafío bajo cero en la misma cadena.

#### La SextayLa 1
En 2009 regresó a la televisión, en esta ocasión a La Sexta, presentando el programa Malas compañías.
En octubre de 2013, fue el presentador oficial de la 28ª edición de la gala de los Premios Goya 2014 en sustitución de Eva Hache y que fue emitida el 9 de febrero de 2014 en La 1.

#### Antena 3
En 2011 ficha por Antena 3 y comienza a presentar el talent show Tu cara me suena. Desde septiembre de 2014 y hasta diciembre de 2014,  presentó la versión española de niños de Tu cara me suena Mini, en la misma cadena Antena 3. Desde octubre de 2014 y hasta diciembre de 2014, presentó en esa misma cadena junto a Arturo Valls, el programa del prime time de los viernes llamado Los viernes al show. Desde abril de 2016 y hasta mayo de 2016, presentó en Antena 3 el programa de baile Top Dance. El 10 de marzo de 2017, se puso al frente de la versión de anónimos de Tu cara me suena llamada Tu cara no me suena todavía en Antena 3. En la temporada 2017-18 de radio, presenta Atrévete, el morning-show de Cadena Dial para las mañanas. Desde mayo de 2019 presenta en Antena 3 el reality show Masters de la reforma. En septiembre de 2021 presentó en Antena 3 el concurso Veo cómo cantas. y posteriormente se encargó de formatos como "The Floor" en su primera etapa.
En la actualidad es el presentador del concurso Atrapa un millón, en su segunda etapa.

### Radio
En la década de 2000 además de presentar Caiga quien caiga dirige el programa diario de Catalunya Ràdio Problemes domèstics, una revista satírica donde saca a relucir su vis más cómica.
En 2006 recibió el Micrófono de Oro en la categoría de radio, por su programa Doce en punto de Punto Radio.
En 2008 conduce el espacio radiofónico Problemes domèstics en Catalunya Ràdio.
El 7 de septiembre de 2009 inicia su andadura como director y presentador del programa El matí de Catalunya Ràdio en la emisora catalana. Se mantendría al frente de ese espacio hasta julio de 2013.
El 28 de agosto de 2017, empezó a presentar Atrévete, el programa despertador de Cadena Dial, durante dos temporadas.

### Otros medios
En 2001 intervino en el espectáculo teatral 5 hombres.com (2001).
En el verano de 2018 es portada de la revista de fitness Men's Health España.

## Trayectoria en televisión

### Televisión

#### Como presentador
| Año           | Programa                      | Cadena    | Notas                 |
| ------------- | ----------------------------- | --------- | --------------------- |
| 2001-2005     | La noche... con Fuentes y cía | Telecinco | Presentador           |
| 2005-2008     | Caiga quien caiga             | Telecinco | Presentador           |
| 2009          | Premios TP de Oro             | La Sexta  | Presentador           |
| 2009          | Malas compañías               | La Sexta  | Presentador           |
| 2011-presente | Tu cara me suena              | Antena 3  | Presentador           |
| 2013          | El número uno                 | Antena 3  | Presentador sustituto |
| 2014          | Premios Goya 28ª edición      | La 1      | Presentador           |
| 2014          | Tu cara me suena Mini         | Antena 3  | Presentador           |
| 2014          | Los viernes al show           | Antena 3  | Presentador           |
| 2016          | Top Dance                     | Antena 3  | Presentador           |
| 2016-2019     | Hipnotízame                   | Antena 3  | Presentador           |
| 2017          | Tu cara no me suena todavía   | Antena 3  | Presentador           |
| 2019          | Masters de la reforma         | Antena 3  | Presentador           |
| 2020          | Pasapalabra                   | Antena 3  | Presentador sustituto |
| 2021-2022     | Veo cómo cantas               | Antena 3  | Presentador           |
| 2023          | The Floor                     | Antena 3  | Presentador           |
| 2023-presente | Atrapa un millón              | Antena 3  | Presentador           |
| 2024          | Hasta siempre, Amar           | Antena 3  | Presentador           |
| 2025-presente | ¡Salta!                       | Antena 3  | Presentador           |

#### Como colaborador
| Año                  | Programa              | Cadena    | Notas       |
| -------------------- | --------------------- | --------- | ----------- |
| 1997-2001            | Crónicas marcianas    | Telecinco | Colaborador |
| 2011-2012; 2014-2016 | El club de la comedia | La Sexta  | Colaborador |

#### Como invitado
| Año             | Programa                               | Cadena    | Notas       |
| --------------- | -------------------------------------- | --------- | ----------- |
| 2012            | Menuda noche                           | Canal Sur | 1 programa  |
| 2014; 2018-2019 | El hormiguero                          | Antena 3  | 3 programas |
| 2021            | Family Feud: La batalla de los famosos | Antena 3  | 1 programa  |
| 2023; 2025      | Y ahora Sonsoles                       | Antena 3  | 2 programas |

### Películas
| Año  | Título                               | Personaje                    | Notas          |
| ---- | ------------------------------------ | ---------------------------- | -------------- |
| 2001 | Torrente 2: Misión en Marbella       | Camarero                     |                |
| 2003 | Buscando a Nemo                      | Nigel (Geoffrey Rush)        | Voz de doblaje |
| 2003 | El Cid: La leyenda                   | Voz de Rodrigo Díaz de Vivar | Voz            |
| 2005 | Madagascar                           | Skipper (Tom McGrath)        | Voz de doblaje |
| 2008 | Madagascar 2: Escape de África       | Skipper (Tom McGrath)        | Voz de doblaje |
| 2011 | Copito de nieve                      | Ailur                        | Voz            |
| 2015 | Bob Esponja: Un héroe fuera del agua | Gaviota (Carlos Alazraqui)   | Voz de doblaje |
| 2018 | La tribu                             | Presentador                  |                |

### Series de televisión
| Año  | Título  | Personaje                       | Cadena    | Notas       |
| ---- | ------- | ------------------------------- | --------- | ----------- |
| 2001 | 7 vidas | Santi / Juan Carlos I de España | Telecinco | 2 episodios |

### Premios
- 2015 - Presentador de la quinta edición de los premios Villanueva Showing Festival de la Universidad Villanueva.

## Nominaciones
Ha sido candidato en 2002 y 2003 a los Premios ATV como "Mejor Comunicador de Programas de Entretenimiento" y en 2001, 2002 y 2003 a los TP de Oro como "Mejor Presentador"; en todos los casos por su labor al frente del programa La noche... con Fuentes y cía.

## Libros
- Problemes Domèstics. Per què no dominem el món? (2008). Editorial Columna. ISBN 84-664-0915-5